# Colm Markey

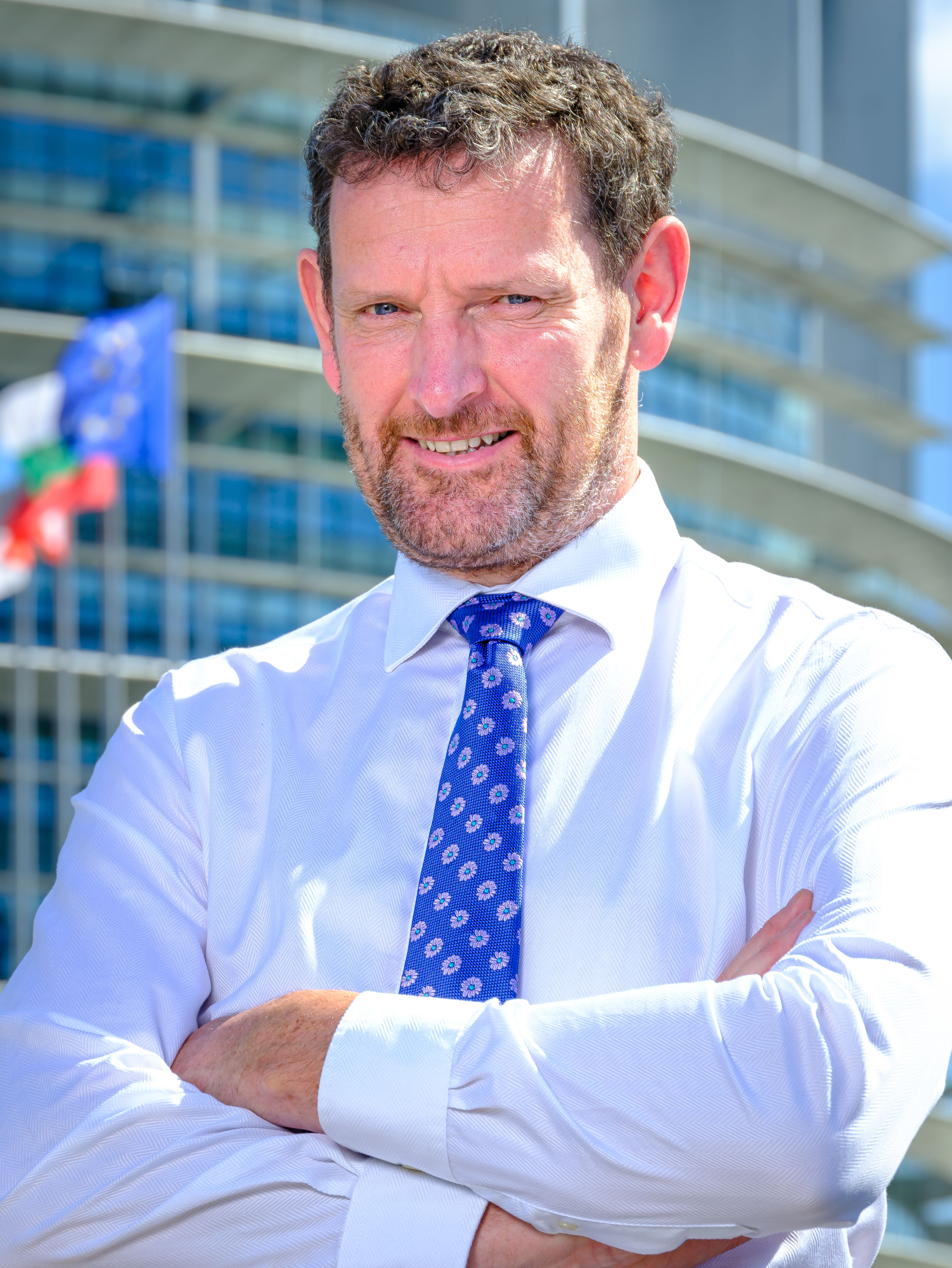
Colm Markey

Colm Markey (* 3. Januar 1972 in Drogheda, County Louth) ist ein irischer Politiker (Fine Gael). Seit März 2020 ist er Mitglied des Europäischen Parlaments als Teil der EVP-Fraktion.

## Leben
Colm Markey wurde in Drogheda geboren. Eine Zeit lang war er Präsident von Macra na Feirme (2005 bis 2007), der irischen Landjugend. Inzwischen bewirtschaftet er einen eigenen landwirtschaftlichen Betrieb in Togher (County Louth). Colm Markey hat mit seiner Frau Aisling zwei Kinder.

### Politisches Engagement
2009 wurde Markey in den Louth County Council für den Bezirk Ardee (Mid-Louth) gewählt. 2017/2018 nahm er das Amt des Cathaoirleach, des Vorstehers des County Councils, wahr. Er blieb Councillor bis November 2020. Als Mairead McGuinness in die EU-Kommission wechselte, rückte er für sie in das EU-Parlament für das Gebiet Midlands North-West nach. Er ist dort Mitglied im Ausschuss für Landwirtschaft und ländliche Entwicklung (AGRI) und in der Delegation für die Zusammenarbeit im Norden und für die Beziehungen zur Schweiz und zu Norwegen, im Gemischten Parlamentarischen Ausschuss EU-Island und im Gemischten Parlamentarischen Ausschuss Europäischer Wirtschaftsraum (EWR). Stellvertretendes Mitglied ist er im Ausschuss für Verkehr und Tourismus und im Fischereiausschuss sowie in den Delegationen in der Parlamentarischen Partnerschaftsversammlung EU-Vereinigtes Königreich und für die Beziehungen zum Mercosur.